# 交響曲第30番 (モーツァルト)
交響曲第30番 ニ長調 K. 202 (186b)は、ヴォルフガング・アマデウス・モーツァルトが作曲した交響曲。

## 概要
1773年から翌年にかけて24曲の交響曲を生み出したが、第30番は1774年の5月5日に完成され、その最後を飾る作品である。
伝統的なファンファーレ風な交響曲に戻ったが、退行を示した創作と指摘されるケースは少なく、祝典的な機会に演奏される目的で作曲されたといわれている。また、作品自体がセレナード風の明るい曲でもある。

## 楽器編成
オーボエ2、ホルン2、トランペット2、弦楽器

## 構成
全4楽章構成。演奏時間は約21分である。
- 第1楽章 モルト・アレグロ
ニ長調、4分の3拍子、ソナタ形式。

- 第2楽章 アンダンティーノ・コン・モート
イ長調、4分の2拍子。
- 第3楽章 メヌエット - トリオ
ニ長調 - ト長調、4分の3拍子。
- 第4楽章 プレスト
ニ長調、4分の2拍子。